# Britt de Boer
Britt de Boer (22 december 1998) is een Nederlands langebaanschaatsster.
In 2018  en 2019 nam de Boer deel aan de NK Allround.

## Records

### Persoonlijke records[3]
| Afstand    | Tijd    | Datum            | Baan       |
| ---------- | ------- | ---------------- | ---------- |
| 500 meter  | 41,43   | 8 december 2019  | Heerenveen |
| 1000 meter | 1.22,70 | 18 januari 2020  | Groningen  |
| 1500 meter | 2.05,66 | 8 december 2019  | Heerenveen |
| 3000 meter | 4.29,48 | 1 maart 2020     | Enschede   |
| 5000 meter | 8.02,46 | 22 februari 2020 | Enschede   |